# The Immortal Otis Redding
The Immortal Otis Redding è un album raccolta di Otis Redding, pubblicato dalla ATCO Records nel 1968. Il disco contiene sia brani inediti sia brani pubblicati in precedenza solo come singoli.

## Tracce
Lato A
1. I've Got Dreams to Remember – 3:10 (Otis Redding, Zelma Redding) – Registrato (circa) il 6 dicembre 1967 a Memphis (Tennessee)
2. You Made a Man Out of Me – 2:06 (Deanie Parker, Steve Cropper) – Registrato (circa) il 6 dicembre 1967 a Memphis (Tennessee)
3. Nobody's Fault but Mine – 2:20 (Otis Redding) – Registrato (circa) il 6 dicembre 1967 a Memphis (Tennessee)
4. Hard to Handle – 2:18 (Alvertis Isbell, Allen Jones, Otis Redding) – Registrato (circa) il 6 dicembre 1967 a Memphis (Tennessee)
5. Thousand Miles Away – 2:09 (Otis Redding) – Registrato (circa) il 6 dicembre 1967 a Memphis (Tennessee)
6. The Happy Song (Dum-Dum-De-De-Dum-Dum) – 2:40 (Otis Redding, Steve Cropper) – Registrato prima del 10 dicembre 1967 a Memphis (Tennessee)

Lato B
1. Think About It – 2:59 (Don Covay, Otis Redding) – Registrato (circa) il 6 dicembre 1967 a Memphis (Tennessee)
2. A Waste of Time – 3:15 (Otis Redding) – Registrato (circa) il 6 dicembre 1967 a Memphis (Tennessee)
3. Champagne and Wine – 2:49 (Allen Walden, Otis Redding, Ray Johnson) – Registrato (circa) il 6 dicembre 1967 a Memphis (Tennessee)
4. A Fool for You – 2:55 (Ray Charles) – Registrato (circa) il 6 dicembre 1967 a Memphis (Tennessee)
5. Amen – 3:20 (Tradizionale) – Registrato (circa) il 6 dicembre 1967 a Memphis (Tennessee)

## Formazione
Brani A1, A2, A3, A4, A5, A6, B1, B2, B3, B4, B5
- Otis Redding - voce
- Booker T. Jones - tastiera, pianoforte, organo
- Isaac Hayes - tastiera, pianoforte, organo
- Steve Cropper - chitarra
- Donald Dunn - basso
- Al Jackson Jr. - batteria
- Wayne Jackson - tromba
- Joe Arnold - sassofono tenore
- Andrew Love - sassofono tenore